# Poráč
Poráč (slowakisch 1927–1946 „Porač“; deutsch Rotenberg, ungarisch Vereshegy – bis 1907 Porács) ist eine Gemeinde im Osten der Slowakei mit 1011 Einwohnern (Stand 31. Dezember 2024) und gehört zum Okres Spišská Nová Ves, einem Teil des Košický kraj, sowie zur traditionellen Landschaft Zips.

## Geographie
Die Gemeinde befindet sich im Inneren des Gebirges Hnilecké vrchy (Teil des Slowakischen Erzgebirges) an der Wasserscheide zwischen den Bächen Poráčsky potok und Zlatý potok. Unmittelbar nördlich erhebt sich der „Hausberg“ Vysoký vrch („Hoher Berg“, 874 m n.m.), während weiter östlich sich das enge Tal Poráčska dolina erstreckt. Das Ortszentrum liegt auf einer Höhe von 778 m n.m. und ist 16 Kilometer von Spišská Nová Ves entfernt.
Poráč ist die höchstgelegene Gemeinde des Okres Spišská Nová Ves.

## Geschichte
Der Ort wurde zum ersten Mal 1277 schriftlich erwähnt, 1389 ist der ungarische Name Vereshégy (= roter Berg) verzeichnet. Die alte Georgskirche wird im Jahr 1382 erwähnt. Nachdem der Zipser Kastellan László Lapispataky im 15. Jahrhundert das Dorf besaß, kam der Besitz im 16. Jahrhundert zum Geschlecht Mariássy. Im Spätmittelalter löste Bergbau die Landwirtschaft als Haupteinnahmequelle der Einwohner ab. Zu dieser Zeit wurden Gold, Silber und Kupfer gefördert. 1670 wurde der Vorgänger der heutigen Demetrioskirche gebaut, nachdem es zum Zuzug von Russinen, die die deutsche und slowakische Bevölkerung ergänzten, kam. 1828 sind 140 Häuser und 1017 Einwohner verzeichnet.
Im 19. Jahrhundert kam es zum erneuten Aufschwung im Bergbau, diesmal mit dem Abbau von Eisenerz und Quecksilber. Immer wieder auftretende Wirtschaftskrisen sorgten jedoch für starke Auswanderungswellen. Bis 1918 gehörte der im Komitat Zips liegende Ort zum Königreich Ungarn und kam danach zur Tschechoslowakei bzw. heute Slowakei. Nach 1948 wurde der Bergbau noch einmal intensiviert, ehe es 1991 zur weitgehenden Einstellung kam. Heute wird nur Barytabbau betrieben und ist das letzte noch aktive Untertagebergwerk in der Zips.

## Bevölkerung
| Jahr                | 1994 | 2004    | 2014    | 2024    |
| ------------------- | ---- | ------- | ------- | ------- |
| Anzahl der Personen | 982  | 1038    | 997     | 1011    |
| Unterschied         |      | +5,70 % | −3,94 % | +1,40 % |

| Jahr                | 2023 | 2024    |
| ------------------- | ---- | ------- |
| Anzahl der Personen | 1009 | 1011    |
| Unterschied         |      | +0,19 % |

Ergebnisse der Volkszählung 2001 (1036 Einwohner):
| Nach Ethnie: - 66,41 % Slowaken - 23,84 % Roma - 8,11 % Russinen - 0,68 % Tschechen | Nach Konfession: - 80,69 % griechisch-katholisch - 8,49 % römisch-katholisch - 7,24 % konfessionslos - 1,35 % keine Angabe - 0,58 % orthodox - 0,29 % evangelisch |

## Sehenswürdigkeiten und Kultur
- griechisch-katholische Demetrioskirche im klassizistischen Stil aus den Jahren 1773–76
- Volksarchitektur aus dem 19. Jahrhundert
- russinisches Volksfestival „Šachtare volajú“, findet jährlich am Septemberanfang statt